# SV Hönnepel-Niedermörmter
De SV Hönnepel-Niedermörmter is een Duitse amateurvoetbalclub uit de gemeente Kalkar (Kreis Kleve) in de Duitse deelstaat Noordrijn-Westfalen die opgericht is op 8 juni 1951. Het eerste elftal van de vereniging speelt sinds 2012 in de Oberliga Niederrhein, het vijfde niveau in het Duitse voetbal en het hoogste in het amateurvoetbal.

## Historie
De club is in 1951 ontstaan uit een fusie tussen FC Niedermörmter uit Niedermörmter en Viktoria Hönnepel uit Hönnepel. In 2001, 50 jaar na de fusie, wist de club te promoveren naar de Bezirksliga Niederrhein. Vier jaar hierna werd promotie naar de Landesliga Niederrhein een feit en in het debuutseizoen werd gelijk promotie naar het hoogste niveau in het Duitse amateurvoetbal vrijgesteld: de Oberliga Niederrhein, waar de club sindsdien nog altijd bivakkeert. In het seizoen 2013/14 werd SV Hö/Nie weliswaar kampioen van de Oberliga, maar koos het er voor om niet naar de Regionalliga West te promoveren, waardoor FC Kray promoveerde.
In 2012 werd de finale van de Diebels-Niederrheinpokal (vergelijkbaar met de Nederlandse Districtsbeker) behaald doordat in de halve finale Rot-Weiß Oberhausen, dat in de 3. Liga uitkomt, met 7-5 werd verslagen. In de finale was recordkampioen Rot-Weiss Essen met 3-2 te sterk. Het jaar hierop werd de halve finale behaald, waar de latere kampioen Sportfreunde Baumberg met 1-0 te sterk was. In dezelfde jaargang stond in de kwartfinale een revanche van het vorige jaar op het programma. Dit keer werd er wel gewonnen: 2-1. In 2017 degradeerde de club uit de Oberliga. 
De club speelt sinds 1963 op het huidige Sportanlage Rheinstraße. Dit sportpark ligt op de Rheinstraße, de weg die de dorpen Hönnepel en Niedermörmter verbindt.
Van het seizoen 2004/05 tot maart 2010 was Jan Kilkens, Nederlands oud-profvoetballer, trainer van SV Hö/Nie.

## Bekende (oud-)spelers
- Patrick Lopes Martins da Veiga
- Maurice Kampman
- Tim Sanders
- Cihan Yalcin